# Кінгз-Каньйон (національний парк)
Національний парк Кінгз-Каньйон (англ. Kings Canyon National Park) — національний парк США, розташований в штаті Каліфорнія в південній частині Сьєрра-Невади, на схід від міста Фресно у окрузі Туларе. Парк заснований в 1940 році і займає 1869.25 км².
Парк межує з національним парком Секвоя. Обидва парки управляються Службою національних парків США як єдиний підрозділ — національні парки «Секвоя» і Кінгз-Каньйон.